# Chase Sui Wonders
Chase Sui Wonders, née le 21 mai 1996 à Detroit (Michigan), est une actrice et réalisatrice américaine notamment connue pour son rôle dans la série télévisée HBO Max Generation.

## Biographie
Chase Sui Wonders est née le 21 mai 1996 à Detroit (Michigan). Son père est américain d'origine chinoise et sa mère américaine. Elle est la nièce de la créatrice de mode américaine Anna Sui.
Elle est diplômée de l'Université de Harvard, avec une spécialisation en études et production cinématographiques, où elle a écrit pour le périodique humoristique The Harvard Lampoon.

### Vie privée
En avril 2022, elle s'affiche en couple aux côtés de l'acteur Charles Melton.
De décembre 2022 à août 2023, elle fréquente l'humoriste et comédien Pete Davidson, rencontré plus tôt sur le tournage du film d'horreur, Bodies Bodies Bodies,.

## Filmographie

### Cinéma

#### Longs métrages
- 2019 : Daniel Isn't Real d'Adam Egypt Mortimer : Makayla
- 2020 : On the Rocks de Sofia Coppola : Chase
- 2022 : Bodies Bodies Bodies d'Halina Reijn : Emma[6]
- 2022 : Désir fatal (Out of the Blue) de Neil LaBute : Astrid
- 2024 : Little Death (en) : Tilly
- 2025 : Souviens-toi… l'été dernier (I Know What You Did Last Summer) de Jennifer Kaytin Robinson : Ava Brucks
- 2025 : I Want Your Sex de Gregg Araki

#### Courts métrages
- 2018 : Salami on White de J.J. Shpall : Chase
- 2019 : Warpaint for the Teenage Soul de Rebecca Woolf : Wynne
- 2021 : Beau de Constance Tsang : Beau
- 2022 : Wake d'elle-même : June

### Télévision

#### Séries télévisées
- 2020 : Betty : Niki
- 2021 : Generation : Riley[7]
- 2023 : City on Fire : Samantha[8]
- 2023 : Bupkis : Nikki
- 2025 : The Studio : Quinn Hackett[9]